# Kevin Lunday
Kevin Eugene Lunday (Columbia (Carolina del Sur), Estados Unidos, 12 de octubre de 1965) es un vicealmirante estadounidense.

## Trayectoria
Estuvo vinculado a la Guardia Costera de los Estados Unidos y fue comandante del Área Atlántica de la Guardia Costera desde el 24 de mayo de 2022 y director de la Tarea Conjunta del Departamento de Seguridad Nacional de los Estados Unidos. Lunday también estuvo al mando del Distrito Catorce de la Guardia Costera desde julio de 2018 hasta junio de 2020, Comando Cibernético de la Guardia Costera de 2016 a 2018, y se desempeñó como director de ejercicios y entrenamiento (J7) del Comando Cibernético de 2014 a 2016.